# روي هوكينز
روي هوكينز (بالإنجليزية: Roy Hawkins)‏ هو مغن مؤلف وعازف بيانو وكاتب أغاني وموسيقي أمريكي، ولد في 7 فبراير 1903 في جيفيرسون في الولايات المتحدة، وتوفي في 19 مارس 1974 في كومبتون في الولايات المتحدة.

## وصلات خارجية
- روي هوكينز على موقع ميوزك برينز (الإنجليزية)
- روي هوكينز على موقع أول ميوزيك (الإنجليزية)
- روي هوكينز على موقع ديسكوغز (الإنجليزية)